# الفنانون البريطانيون الشباب

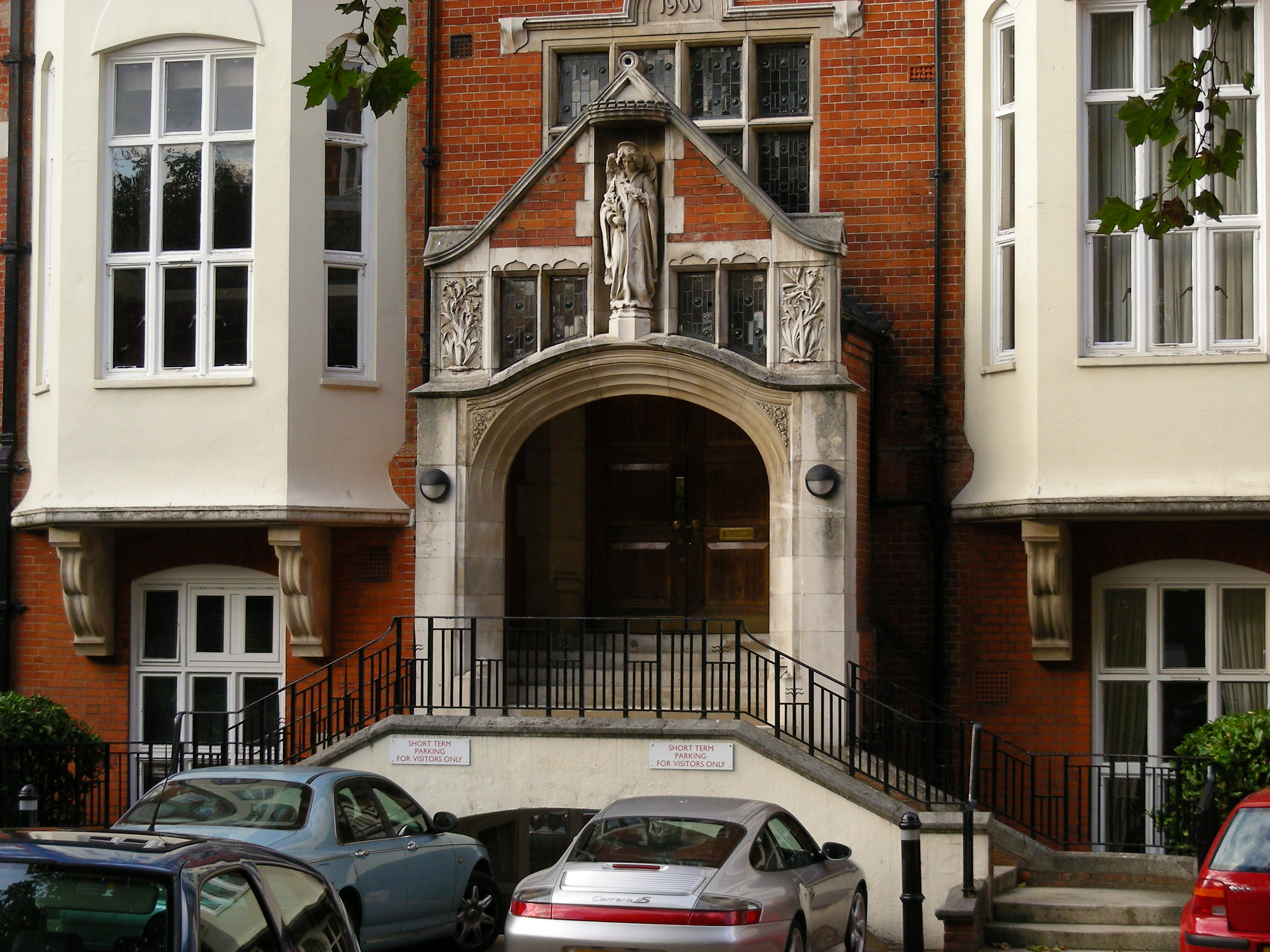
كلية غولدسميث ، مبنى ميلارد ، في كامبرويل ، حيث التقى العديد من YBAs في أواخر الثمانينيات.

الفنانين البريطانيين الشباب ، أو YBAs  - يشار إليهم أيضًا باسم الفنانين البريطانيين؛ وهم مجموعة فضفاضة من الفنانين التشكيليين الذين بدأوا العرض معًا في لندن لأول مرة في عام 1988. تخرج العديد من الجيل الأول من فناني YBA للفنون الجميلة في جولدسميث، أواخر الثمانينيات، بينما جاء الجيل الثاني في الغالب من الكلية الملكية للفنون.
بدأ المشهد حول سلسلة من المعارض التي يقودها فنانين والتي أقيمت في المستودعات والمصانع، ابتداءً من عام 1988 مع تجميع داميان هيرست، وفي عام 1990، معرض إيست كنتري يارد والطب الحديث. ومع ذلك، كان هناك سلف أقل شهرة نظمه الفنان أنجوس فيرهيرست، حيث ظهر فيه داميان هيرست وأبيجيل لين ومات كوليشاو في عرض صغير بعنوان «التقدم حسب الدرجة» في معرض بلومزبري بجامعة لندن (معهد التعليم) قبل فترة وجيزة من التجميد. تأثرت مواقفهم إلى حد كبير بالمجموعة الفنية - المنظمة الرمادية - التي قادت الطريق في خلق رغبة في التغيير في عالم الفن البريطاني خلال منتصف الثمانينيات.
وهي معروفة بـ «تكتيكات الصدمة»، واستخدام المواد المهملة، والعيش البري، والموقف «المعارض وريادة الأعمال». لقد حققوا تغطية إعلامية كبيرة وسيطروا على الفن البريطاني خلال التسعينيات - تضمنت العروض التي تمت مراجعتها دوليًا في منتصف التسعينيات رائعة! والإحساس.
تم دعم العديد من الفنانين في البداية وجمع تشارلز ساعتجي (ذات الأصول عراقية) أعمالهم. أحد الاستثناءات الملحوظة هو أنجوس فيرهيرست. ومن بين الفنانين البارزين في المجموعة داميان هيرست وتراسي أمين. تشمل الأعمال الرئيسية كتاب هيرست الاستحالة المادية للموت في عقل شخص ما، وسمكة قرش محفوظة في الفورمالديهايد في زجاج، وسريري Emin's My Bed ، وهو سرير مزدوج أشعث محاط بمخلفات. 

## مجموعة الفنانون البريطانيون الشباب
يطلق مصطلح «الفنانون البريطانيون الشباب» على مجموعة كبيرة من الفنانين البصريين حيث بدأ أول عرض لهم معاً في لندن 1409هـ. حيث تخرجوا جميعهم من دورة الفنون الجميلة التي أقيمت في كلية جولدسميث البريطانية للفنون والتي تخرج منها العديد من الفنانين في أواخر الثمانينات.
لوحة الفنان مات كوليشو بعنوان«ثقب الرصاصة»
والتي كانت معروضة في معرض فريز للفنون
بدأ عرض مجموعة الفنانون البريطانيون الشباب بسلسلة من المعارض بمساعدة الفنان داميان هيرست ومعرض فيرز والتي أقامها الفنانين كبداية لهم في المخازن والمصانع والمستودعات وذلك في عام 1988م. ومن هذه المعارض: معرض «الطب الحديث» و«معرض ساحة شرق المدينة». مع ذلك كان ما نظمه الفنان أنجوس فيرهورست أقل بروزًا لأنه أبرز نفسه فقط. عرض بعض الفنانين عرضًا صغيرًا في معرض بلومزري في جامعة لندن (معهد التعليم) تحت مسمى «التقدم حسب الدرجة» وكان ذلك قبل معرض فريز والفنانين الذين عرضوا هم: داميان هيرست وأبيجيل لين ومات كولشا.
أطلق على أعمال هؤلاء الفنانون بـ «الوسائل المفاجئة» لأنهم استخدموا المواد المهملة والمواد المتوفرة في الحياة البرية من حيوانات وغيرها وتجسيد الفكر المعارض وأصحاب السلطة. حقق هؤلاء الفنانين نجاح واسع وتغطية إعلامية كبيرة حيث هيمنوا على الفن البريطاني المعاصر خلال القرن العشرين وأصبحت عروضهم ذات نطاق دولي وفي منتصف القرن العشرين حيث شملت عروضهم معرضين هما: «بارلنت» ومعرض «الإحساس».
لقد دعم رجل الأعمال البريطاني وجامع القطع الفنية تشارلز ساعتجي العديد من الفنانين ومن بين هؤلاء الفنانين البارزين في المجموعة: الفنان داميان هيرست والفنانة تراسي أمين. من الأعمال التي قام بها الفنان البريطاني داميان هيرست حملت عنوان «سمك القرش مُغطى بمادة الفورمالدهيد داخل صندوق عرض زجاجي» و«لا يمكن الموت في عقل من يعيش». أما من الأعمال التي قامت بها تراسي أمين تحت عنوان «سريري» وهو سرير مزدوج يوجد حوله القمامة والمخلفات.
لم يكن الفنان مايكل كوريس أول من أستخدم مصطلح «الفنانون البريطانيون الشباب». حيث لم يتم صياغة مصطلح«الفنانون البريطانيون الشباب» حتى عام 1966م بالرغم من أن رجل الأعمال ساتشز قد أنشأ المعرض قبل أربع سنوات أي في عام 1992م وبالتالي أصبح هذا المصطلح تاريخياً حيث أن معظم أعضاء هذه المجموعة ولدوا في منتصف التسعينات.

## نشأة هذه المجموعة

### كلية جولدسميث للفنون
لقد تخرج العديد من الفنانين البريطانيين من مركز الدورات التدريبية المتعلقة بالفن في كلية جولدسميث للفنون الجميلة. وتخرج في عام 1990م-1987م   كلاً من الفنانين: ليام جيليك وفيونا راي وستيف بارك وسارة لوكاس.

#### كلية جولدسميث، مبنى ميلارد في كامبرويل
حيث اجتمع العديد من أعضاء جمعية الفنون الجميلة في أواخر الثمانينات'.
- في الفصل الدراسي لعام 1988 م قد تخرج كلاً من الفنانين: ايان دافينبورت ومايكل لادي وجاري هيوم وآنيا غلاشيو ولالا ميريديث فولا وهنري بوند وأنجيلا بولوش.
- في عام 1989 م تخرج كلاً من: داميان هيرست وأنجوس فيرهورست ومات كوليشاو وسيمون باترسون وأيبيجل لين.
- في عام 1990م قد تخرج كلاً من: يليان ويرنغ وسام تايلور. وخلال السنوات ما بين1990-1987 م.  ضم طاقم التدريس في كلية جولدسميث للفنون الجميلة كلاً من جون طومسون وريتشارد وينتورث ومايكل كريغ مارتن وإيان جيفري وهيلين وتشاد ويك ومارك ولينقير وجوديث كوان وقلين باكستر.

## معرض فريز للفنون المعاصرة
الموضوع الرئيسي: معرض فريز
شاركت مجموعة مكونة من ستة عشر طالباً من جامعة جولدسميث في معرض للفنون يدعى «فريز» كما أصبح الفنان داميان هيرست المنظم الرئيسي له حيث والذي لا يزال في السنة الثانية من البكالوريوس في الفنون الجميلة. وقد اظهرت المراكز التجارية عدم اهتمام بالمعرض حيث تم إقامة المعرض في مكان رخيص وغير مجهز وهو مجمع إداري في لندن دوكلاندز وبالتالي لم يحقق المعرض أي صدى لدى الصحافة المحلية البريطانية. كان من أحد آثارها ان يكون قدوة قيمة للفنانين في منتصف التسعينات وأصبحت صالات العرض والمعارض التي يديرها الفنانين سمة من سمات مسرح الفنون في لندن.

## عروض أخرى
الموضوع الرئيسي: معرض ساحة شرق المدينة
مشهد لمعرض ساحة شرق المدينة وفي المقدمة عمل الفنان  اني جالاتشيو في عام 1990م
تعاون كارل فريدمان مع الفنان هيرست الذي كان صديقاً له في مدينة ليدز البريطانية قبل انتقال هيرست إلى العاصمة لندن حيث كان يساعد هيرست في صناعه صناديق عرضه الزجاجية. ثم قام بيلي سيليمان بإقامه معرضين مؤثرين وهما: معرض الطب الحديث ومعرض  قلمبر. وذلك في عام 1990م بالقرب من برج بيرموندي السابق حيث أقاموا مبناهم الأول. كذلك قاموا بجمع 1000 جنيه إسترليني من كبار شخصيات الفن ورجال الأعمال ومن بينهم رجل الأعمال العراقي البريطاني تشارلز ساعتجي لإقامه معرض الطب الحديث.
تحدث الفنان فريدمان وصرح بشكل علني عن وقعاته التي تحققت بفضل الرعاة الداعمين للمعرض وأضاف ايضاً أنه لم يتوقع حضور الكثير من الزوار في بداية العروض بمن فيهم معرض فريز.
قام هنري بوند وسارة لوكاس بتنظيم معرض «ساحة شرق المدينة» للفن المعاصر وذلك في عام 1995م في مستودع مهجور يتكون من أربعة طوابق وتبلغ مساحة المعرض 16000 متر مربع.
كتب الناقد الفني آندرو غراهام في صحيفة «الأندبندت» البريطانية التالي:
«خريجي جامعة قولدسميثز لا يوقفهم شيء عن نشر إبداعاتهم وأعمالهم حيث انهم نظموا كلاً من معرض قلمبر ومعرض ساحة شرق المدينة. التي حظيت بشهرة واسعه في أشهر قليلة، وهي ايضاً من أكثر المعارض شهرة في لندن. وقد منحهم ذلك شهرة لا حدود لها ولكن يجب أن يقال ايضاً أنه من ناحية الجرأة والاهتمام بالعرض كان هناك القليل من التوافق مع مؤسسات الفن المعاصر في البلاد. من جهة أخرى المعارض التي نظمتها ليفربول تيت كانت أفضل بكثير»
لقد تم تأسيس أماكن بديلة لكي يعرض الفنانين أعمالهم وعلى سبيل المثال مدينة السباق في المنطقة البيضاوية في لندن ومليتش حيث أن بعض الفنانين كان عرضهم الأول في ذلك المكان. كان النشاط في منطقة هوكستون شرق لندن لا يزال في بدايته، حيث تم التركيز فقط على معرض جوشوا كومبستون
قدم معرض سيرينتين للفن المعاصر دراسة شاملة لهذه المجموعة من الفنانين مع معرض بروكيلين انجلش. نظم رجل الأعمال تشارلز ساعتجي سلسلة من المعارض للفنون البريطانية الحديثة وكان أول عرض يضم أعمال الفنانه ساره لوكاس وريتيشل وايزيد وداميان هيرست. برزت موجة أخرى من الفنانين البريطانين الشباب وذلك في فترة مابين عام 1993-1992 م من خلال عدة معارض تحت رعاية كارل فريدمان.ومن بين هذه المعارض معرض «المعاصرين الجدد» و «الصيف البريطاني الجديد» و «مينكي مانكي». شملت هذه المعارض عدة فنانين وهم: دوغلاس غوردين  و كريستين بورلاند وفيونا بانر وتريسي ايمين وتاشيتا ديان وجورجينا ستار وجين ولويس. ايضاً كانت هناك معارض أخرى شملت هؤلاء الفنانين عام 1995م وكان أهمها معرض الفنون السنوي البريطاني.

## بث الحياة في المواقع الفنية البريطانية
ساهم معرض الفنانون البريطانيون الشباب في ازدهار وإنتاج جيل جديد من معارض التجارة المعاصرة وعلى سبيل المثال معرض كارستن شوبرت وسادي كولز وفيكتوريا ميرو وجاي جويلينغ. حيث أدى انتشار الاهتمام الواسع بالمعارض الفنية إلى تنمية ونهضة سوق المجلات البريطانية الحديثة من خلال الترويج لها والاعلانات.
تم إطلاق مجلة فريز للفن المعاصر في عام 1991م حيث تبنت الفنانون البريطانيون الشباب في بداية مشوارهم الفني. في حين تم إعادة إصدار عدد من المجلات البريطانية الفنية مع تسليط الضوء على الفنانين البريطانيين الشباب وهي: «الفن الشهرية» و«عرض الفن» و «رسامين الفن المعاصر»

## مشاركة رجل الأعمال تشارلز ساتشي
تجسيد عمل «استحالة الموت عقل من يعيش»
للفنان داميان هيرست عام 1991م. يعتبر هذا العمل رمزاً
لمجموعة«الفنانون البريطانيون الشباب»
كان رجل الأعمال البريطاني تشارلز ساعتجي أحد زوار معرض فريز للفنون المعاصرة وهو أحد كبار جامعي القطع الفنية الحديثة وصاحب شركة ساتشي وساتشي للإعلانات في العاصمة البريطانية لندن. بعد ذلك زار ساتشي معرض قلمبر للفنون وهو يقود سيارة رولز رويس خضراء اللون مما دفع الفنان فريدمان إلى الوقوف بدهشه والنظر بتمعن. ثم اشترى رجل الأعمال ساتشي أول عمل للفنان هيرست وهو عبارة عن رأس بقره محنط وديدان داخل زجاجة عرض كبيره.
أصبح النمط الذي استخدمه الفنان البريطاني هيرست في تحنيط الحيوانات السمة الأبرز في معرض رجل الأعمال تشارلز ساعتجي «الإحساس» والذي ضم العديد من أعمال الفنانين البريطانيون. أفصح الفنان البريطاني غافن ترك والمهتم ايضاً بالقضايا الفنية عن الحقيقة المتعلقة بالتاجر ساتشز حيث لم يكُن فقط يقوم بجمع أعمال الفنان هيرست، لا ! بل كان ايضاً يرعى ويصب اهتمامه بالعديد من أعمال الفنانين البريطانيين الشباب. انهار سوق الفن البريطاني المعاصر في لندن وذلك في منتصف عام 1990 م والذي كان سببه اجتياح الركود الاقتصادي للمعارض الفنية وتسبب بتوقفها عن العمل لفترة من الزمن.
في ذلك الحين اضطر رجل الأعمال ساتشي إلى تحويل مساره المتعلق بجمع الأعمال البريطانية إلى الأعمال من مختلف الدول الأوربية وضمت ألمانيا وأمريكا. تنوعت طرق جمع ساتشي للأعمال حيث كان يجمع بعض الأعمال من الفنانين أنفسهم والبعض الآخر من مُلاك المعارض الفنية.
تم عرض مجموعة رجل الأعمال ساتشي في شكل سلسلة من العروض تحمل أسم «ساتشي غاليري» حيث أقيمت في مينزكير الواقعة شمال لندن. تضمنت معارض ساتشي غاليري جُملةً من الفنانين الأمريكيين وهم: الفنان وارهول وجوستون وأليكس وكاتن وسيرا وكيفن ويولك وريختر وغيرهم الكثير والكثير.ابتعد ساتشي عن جمع الأعمال الفنية البريطانية الحديثة في أوائل عام 1990 م. انشأ رجل الأعمال ساتشي سلسله من العروض الفنية وذلك في عام 1992 م تحت مسمى«الفنانين البريطانيين الشباب». كان العرض الأكثر بروزاً للفنان الرائع داميان هيرست وعمله الفني الذي أصبح رمزاً للفن البريطاني في جميع أنحاء العالم في عام 1990م. أعماله كانت تحمل العناوين التالية: «سمك القرش» و «لا يمكن الموت في عقل من يعيش». عاد دعم رجل الأعمال البريطاني للفنانين البريطانيين الشباب بالفائدة العظيمة حيث توفرت لهم تغطية إعلامية واسعة وضعتهم تحت مجهر الإعلام البريطاني. من جهة أخرى أدى ظهور عدد كبير من الفنانين إلى إشعال روح المنافسة بينهم حيث أُثيرت الشكوك وطرحت الأسئلة من سيربح جائزة تيرنر السنوية؟ وهي من الجوائز الرسمية التي تختص بالفنانين البريطانيين المعاصرين.
رعت القناة البريطانية الرابعة هذه الجائزة وشاركت الفنانين لحظاتهم بالتقاط صورهم ونشر أخبارهم.

## تنمية المؤسسة
بدأ الالتفات لوضع الفنانين الأمريكيين في عام 1995م وذلك بإقامة معرض فني جماعي واسع النطاق والذي عقد في مركز والكر الأمريكي للفنون المعاصرة وهو متحف يهتم بالفن الحديث ويقع تحديداً في ولاية مينيا بولس في الولايات المتحدة الأمريكية.
ذكر سايمون فورد مصطلح «الفنانون البريطانيون الشباب» وذلك بمقالة خاصة في مجلة الفن الشهرية تحت عنوان «صناعة الأساطير» في شهر مارس لعام 1996م.
قام تاجر القطع الفنية جاي جوبلينج بتمثيل الفنانين البريطانيين الشباب وهم: جاك ودينوس تشابمان ومارحوس هارفي وتراسي أمين وجيري هوم وديمان هيرست واخيراً زوجته الفنانة سام تايلور والذي تزوجها في عام 1998م. لاحقاً تم تسمية هذه المجموعة من الفنانين وضمهم جميعاً تحت مسمى «الفنانين البريطانيين الشباب». كان التاجر كاراين سجوبرت أهم تاجر للفنانين قبل التاجر جوبلينج.
لاحقاً عرض كلاً من الفنانين البريطانيين: مايكل لاندي وغاري هوم وإيان دافينبورت في معرض فريز للفنون المعاصرة قبل أن يعرضوا في معرض التاجر جوبلينج وذلك في عام 1988م.
فيما بعد أقامت الأكاديمية الملكية للفنون في بريطانيا عرضاً لمجموعة شارل ساتشز وذلك في عام 1997 م تحت عنوان «الإحساس». وتضمنت ايضاً عدداً كبيراً من أعمال الفنانين البريطانيين الشباب.
كان المعرض الذي أقامته الأكاديمية الملكية للفنون في الحقيقة حصرياً فقط لأعمال مجموعة تشارلز ساعتجي. لقد كانت الأكاديمية نوركان روزنتال هي حلقة الوصل ما بين الأكاديمية وبين مجموعة ساتشز بالرغم من وجود معارضات قوية وحادة من بعض الأكاديميين حيث تصاعد الأمر ونتج عن هذه المعارضات استقالة ثلاث أكاديميين. الأمر الذي سبب جدل واسع في وسائل الأعلام البريطانية. من بين تلك الأعمال التي واجهت انتقادا عمل الفنان ماركوس هارفي. الذي ساعد ايضاً في تعزيز وتقوية مكانة مجموعة الفنانين البريطانيين الشباب. من جهة أخرى حدث الجدل ذاته حول عمل «مريم العذراء» للفنان كريس اوفيلي ولكن هذه المرة في جولة المجموعة في أمريكا.

## مجموعة الفنانين البريطانيين الشباب منذ 1997م
فاز الفنان جيليان ويلينغ بجائزة تيرنر السنوية للفنون وذلك في عام 1992 م
ولقد فاز ايضاً الفنان كريس اوفيلي بجائزة تيرنر السنوية في عام 1998 م
واخيراً تم ترشيح الفنانة تراسي أمين لجائزة تيرنر السنوية وذلك في عام 1999م بسبب عملها الفني البارز «سريري» والمكون من سريرها المتسخ والمزين بالألوان والمحاط ايضاً بالمخلفات. حقق عمل الفنانة تراسي أمين صدى وتأثيراً قوياً في وسائل الأعلام البريطانية مما زاد في لمعان بريقها فنياً.
لقد ترشح مجموعة من الفنانين البريطانيين الشباب لجائزة ترنير السنوية وذلك في عام 2003 م ومن بينهم الفنانان الاخوان الشهيران جاك وداينوس تشابمان والفنان آني غالاسيكو.
اندلع حريق في مستودعاً لتخزين بعض الأعمال لمجموعة ساتشي وقد دمر عدداً هائلاً من الأعمال الفنية التي دُمرت وذلك في الرابع والعشرين من مايو في عام 2004م ومن بين هذه الأعمال عمل الفنان تراسي أمين «الخيمة 1885-1963م» وعمل الشقيقان تشابمان «الجحيم».
أقدم الفنان البريطاني أنجوس فيرهيرست على الانتحار وذلك في عام 2008م.
لقد كرمت الملكة إليزابيث الثانية وأهدت وسام الإمبراطورية البريطانية كلاً من الفنانان البريطانيان سام تايلور وود وجيليان ويرنغ حيث وضعوا ايضاً في قائمة الشرف لعام 2011م .

## ترشيح أعضاء الأكاديمية الملكية
قد تم ترشيح العديد من أعضاء رابطة الشباب الأمريكيين كأعضاء رسميين مدى الحياة في الأكاديمية الملكية للفنون في لندن التي أسسها (جورج الثالث في عام 1768م) ومنذ ذلك الوقت ولا يزال أسمها «الأكاديميين الملكيين».
انُتخب الفنان غاري هيوم في 24 من أيار / مايو 2001
انتُخبت الفنانة فيونا راي في 28 من مايو 2002
انُتخب الفنانة تريسي إيمن في 27 من مارس 2007
انُتخبت الفنانة جيني سافيل في من يوليو 2007
انُتخب الفنانة جيليان ويرنغ في 11 من ديسمبر 2007
انُتخب الفنان مايكل لاندي في 29 من مايو 2008
انُتخب الفنان تاشيتا دين في 9 من ديسمبر 2008

## درجة الدكتوراه
استطاعت الفنانة جيليان ويرنغ الحصول على شهادة الدكتوراه الفخرية وذلك في عام 2004م من الجامعة. وذلك لأجل الفنون الإبداعية التي قدمتها . وحصل الفنان هنري بوند في عام 2007 م على درجة الدكتوراه من جامعة جلوسيسترشاير.  نالت الفنانة تراسي أمين في عام 2007م على دكتوراه فخرية من الكلية الملكية للفنون وجامعة لندن متروبوليتان. حصلت فيونا بانر في عام 2010 م على درجة الدكتوراه الفخرية من جامعة كينجستون.

## ردود الفعل الإيجابية والسلبية

### الجانب الإيجابي من ردود الفعل
كان ريتشارد كورك (أحد منتقدي الفن سابقاً في صحيفة التايمز البريطانية) من أشد المؤيدين للفنانين. كما شاركته الرأي الكاتبة الفنية لويزا باك وايضاً سارة كينت رئيسة تحرير القسم الفني في مجلة تايم اوت سابقًا. قام السيد نيكولاس سيروتا بدعم الفنانين وذلك بترشيح العديد منهم لجائزة تيرنر وإدراجها في المجموعة الفنية البريطانية «تيت».قالت مورين بالي: «إن ما صنعه جيل الفنانون البريطانيون الشباب كان جريء وملفت حيث يجعلك تعتقد انك تستطيع أن تتجاوز أي شيء.» [25]  تحدثت إيونا بلازويك مديرة معرض وايت تشابل للفنون في عام 2009 : «لقد ذهب واندثر بلا شك صيت مجموعة الفنانون البريطانيون الشباب ولكن من يعتقد أنها إندثرت إلى الأبد فهومخطئ. لأنهم صنعوا شيئاً عظيماً لا يزال مستمراً إلى الأبد». [26]

#### الجانب المعاكس (الجانب السلبي)
قال جون وندسور لصحيفة الإندبندنت الريطانية في عام 1998م أن أعمال مجموعة الفنانون البريطانيون الشباب ضعيفة ولا تكاد تقارن بأعمال«فن الصدمة» في معرض نيكولس تريدوال في السبعينيات والذي ضم «الغضب المريب» و «الصليب الزهري» للفنانة ماندي هارفز التي كانت بارزه ومعلقه في الوسط من بين كل تلك الأعمال حيث شُكلت من سترة المجانين ذات الأذرع الطويلة.
تأسست مجموعة “Stuckists” الفنية الرمزية في عام 1999م ووضعت جدول أعمال ضد مجموعة الفنانون البريطانيون الشباب حيث أعلنت أنها لن تكون حليفة لها وستكون ضدها لأنهم يؤيدون الفن البصري. تعرضت مجموعة الفنانون البريطانيون الشباب لانتقادات شديدة من القائد الموسيقي الشهير سيمون راتل والذي اُتهم في المقابل بضعف فهمه للفن البصري.
استنكر الكاتب المسرحي توم ستوبارد علنياً والناقد الفني للمجلة المسائية بريان سيويل الذي كان معادياً دائماً كما استنكر ايضاً رئيس تحرير جاكداو ديليد لي مجموعة الفنانون البريطانيون الشباب.
وقع اختبار المذيع التلفزيوني والفنان رولف هيرس على عمل الفنان تراسي أمين "سريري" كنوع من الاثبات الذي وضع الناس خارج الهدف الفني. حيث قال" لا أعلم لماذا ترك عمله السرير دون أن يكمله وعرضه بكل ثقة ويقول إنه يستحق 31000 جنيه إسترليني إنه خداع واضح كنور الشمس.
قال جيمس هارتفيلد «الطفرة الفنية في التسعينيات شجعت على السكون. فالفنانين البريطانيين الشباب فضلوا اللفتة الملهمة لعمل الصامد. لقد أضافوا غضباً عاماً إلى لوحاتهم، ليكتشفوا أنها تلاشت بسرعة كبيرة.» [29]  
صور بيرش أشرطة كاريكاتورية منظمة لأعضاء مجموعة الفنانون البريطانيون الشباب في مجلة بريطانية الساخرة «العين السرية» بعنوان «الفنانين البريطانيين الشباب»

## النسوية داخل مجموعة الفنانون البريطانيون الشباب
ينظر الناس إلى الفنانتان تريسي ايمين ودامين هيرست أنهما هما أول من ساهم في النجاح الذي حققته حركة الفنانين البريطانيين الشباب ولكن للأسف لم تحظى الفنانة ايمين بنفس الاهتمام الذي حصل عليه نظرائها الذكور في مجموعة الفنانين البريطانيين الشباب.
كان حضور الفنانات للساحة الفنية البريطانية قليل جداً بسبب البيئة التي يسيطر فيها الفنانون الذكور على الساحة الفنية. لقد أهمل الإعلام العديد من الفنانات مثل: سارة لوكاس وجيني سافيل وراشيل ويترايد بالإضافة إلى عدم تسويتهم مع الذكور حيث كانوا يتفوقون عليهم مثل «هيرست». الأهم هو الفراغ الكبير الواضح الناتج عن غياب ممارسة الفنانات للفن والحديث عن الأعمال الفنية والمفاهيم النسوية السابقة. اتجه بعض النقاد والفنانون الذكور إلى الثناء ومدح الفنانات لأنهم فقط إناث مما يزيد الأمر سوءاً حيث لا يتم الاعتراف بالمرأة بشكل عادل.
تصف مجلة جمعية المجتمع في جامعة ساسيكس كيف أثرت النسويات في الثمانينات على الأعضاء الإناث في الأعمال الفنية للفنانين البريطانيين الشباب من خلال إستراتيجية تدمير الصور النمطية الأنثوية. ايضاً شملت المجلة على خطابات أخرى حول أعمال مجموعة الفنانون البريطانيون الشباب النسائية تناقش تحديداً ممارسة الفنانة راتشل ايتريد فن النحت. وقد قيل ان الفنانه ايتريد قد حطمت المفهوم «الرائج» للنساء اللاتي يمارسن العمل. ولقد حاولت في عملها «تسع طاولات» ان توجد مساحات كثيرة حيث يستحيل تمييز الاشكال الجسدية وعندما ينظر إليها تظهر وكأنها أجساد نساء.
لقد عبر دانييل أوجيليفي عن مفهوم "جوديث بتلر" والذي يشير إلى: "... قام فقط بصنع مجسم مسبوك يعبر عن جنسه ولا يوجد أي ارتباط للمجسم في العمل الفني نفسه.

## الفنانون الذين عرضوا في معرض فريز للفنون
ستيفن آدامسون
أنجيلا بولوتش
مات كوليشاو
إيان دافنبورت
انجوس فيرهيرست
أنيا جالاتشيو
داميان هيرست
جاري هيوم
مايكل لاندي
أبيجيل لين
سارة لوكاس
لالا ميريديث-فولا
ريتشارد باترسون
ستيفن بارك
فيونا راي

## الفنانون الذين عرضوا في معرض بارلينت للفنون
هنري بوند
جلين براون
جيك وديان شابمان
آدم تشودزكو
مات كوليشاو
تريسي ايمين
انجوس فيرهيرست
أنيا جالاتشيو
ليام جيليك
داميان هيرست
جاري هيوم
مايكل لاندي
أبيجيل لين
سارة لوكاس
كريس أوفيلي
ستيفن بيبين
اليساندرو راهو
جورجينا ستار
سام تايلور وود
جيليان يرتدي
راشيل ويترهيد

## فنانون آخرون من مجموعة الفنانين البريطانيين الشباب
فيونا بانر [35] [36]
كريستين بورلاند
تاسيتا دين (35)
دوغلاس جوردون
ماركوس هارفي
مارك كوين
غافن تورك
جين ولويز ويلسون
جيني سافيل

## الروابط الخارجية
رسالة من لندن: الإحساس مراجعة معاصرة للمعرض
نقد على «بريتبيك» بقلم ليز إليس
وميض إيمين تحليل نقدي للفنون المعاصرة «النحت» من قبل Kubilay Akman
الطليعة البريطانية: تحليل فلسفي ديبورا فيتزجيرالد في جامعة فورمان